# دينيس لا فونتين
دينيس لا فونتين (بالهندية: डेनिस ला फॉन्टैन؛ بالإنجليزية: Denis La Fontaine) هو طيار هندي، ولد في 17 سبتمبر 1929 في تشيناي في الهند، وتوفي في 6 أبريل 2011 في ميداك في الهند.